# Manuel Zaguirre Cano
Manuel Zaguirre Cano (Bacares, Província d'Almeria, 1947) és un sindicalista.
El 1967 ingresà a la Unió Sindical Obrera de Catalunya. El 1969 esdevení el secretari general i membres de la Direcció Confederal clandestina. El mes d'octubre de 1977 va ser elegit secretari general de la USO i en els següents congressos va seguir sent reelegit. Des de 1981 ha format part del Comitè Executiu de la Confederació Mundial del Treball.